# Ngoundoup
Ngoundoup est un village du Cameroun situé dans le département du Noun et la Région de l'Ouest, sur la route qui relie Bafoussam à Banyo. Il fait partie de l'arrondissement de Koutaba.

## Population
En 1966, la localité comptait 464 habitants, principalement Bamoun et Bamiléké. Lors du recensement de 2005, on y a dénombré 1 584 personnes.

## Infrastructures
Ngoundoup dispose d'une école publique.